# Shalivahana
Shalivahana (IAST: Śālivāhana) fue un legendario emperador de la antigua India, que se dice que gobernó desde Pratishthana (actual Paithan, Maharashtra). Se cree que está basado en un rey (o reyes) Satavahana.
Hay varias leyendas contradictorias sobre él. La mayoría de las leyendas lo asocian con otro legendario emperador, Vikramaditya de Ujjain, de alguna manera. En algunas leyendas, se lo presenta como un enemigo de Vikramaditya; en otras, se lo nombra como un nieto de Vikramaditya; y en unas pocas leyendas, el título de Vikramaditya se aplica al gobernante de Pratishthana. Según algunas leyendas históricamente inexactas, su nacimiento o una de sus victorias en la batalla marcó el comienzo de la era del calendario Shalivahana, que es otro nombre para la era del Saka.

## Leyendas

### Viracharita
El poema heroico de Ananta, Viracharita (siglo XII d. C.), menciona a Shalivahana como rival del rey Vikramaditya de Ujjain. Según este poema, Shalivahana derrotó y mató a Vikramaditya, y luego gobernó desde Pratishthana. Shudraka era un asociado cercano de Shalivahana y su hijo Shakti Kumara. Más tarde, Shudraka se alió con los sucesores de Vikramaditya y derrotó a Shakti Kumara. Esta leyenda está llena de historias mitológicas.

### Bhavishya Purana
Las leyendas de la época de Paramara- asocian a los gobernantes de Paramara con reyes legendarios, con el fin de realzar las reivindicaciones imperiales de Paramara. En el Bhavishia-purana, el rey Bhoja de Paramara es descrito como un descendiente de Shalivahana, que es nombrado como nieto de Vikramaditya. Según el texto (3.1.6.45-7.4), el primer rey de Paramara fue Pramara, nacido de un pozo de fuego en el Monte Abu (por lo tanto perteneciente al Agnivansha). Vikramaditya, Shalivahana y Bhoja son descritos como los descendientes de Pramara, y por lo tanto, miembros de la dinastía Paramara.
El Bhavishya Purana menciona que Vikramaditya gobernó Bharatavarsha (India) limitada por el río Indo en el oeste, Badaristhana (Badrinath) en el norte, Kapila en el este y Setubandha (Rameshwaram) en el sur. Cien años después de su muerte, muchas lenguas y muchas religiones se habían desarrollado en los 18 reinos de la Aryadesha (país de los arios). Cuando los forasteros como Śakas se enteraron de la destrucción del dharma (justicia, ley y orden) en Aryadesha, incursionaron en el país cruzando el Indo y el Himalaya. Saquearon a Aryas y regresaron a sus países con las esposas de los arios. Shalivahana, el nieto de Vikramaditya, subyugó entonces a Śakas y a otros bárbaros. Definió la maryada para distinguir a los arios de los mlechas, y estableció el Indo como la frontera entre las tierras arias y la tierra de los mlechas.
Posteriormente, Shalivahana llegó a una montaña nevada en la tierra de los Hunos. Allí conoció a Isamasi (Jesucristo), quien se había aparecido porque la verdad había sido destruida en la tierra de las mlechas. Shalivahana se inclinó ante él y luego regresó a su casa. En Aryadesha, realizó un sacrificio de ashvamedha, y luego ascendió al cielo. 500 años después de Shalivahana, su descendiente Bhoja también luchó contra los invasores extranjeros, incluyendo a "Mahamada", un personaje modelado en Mahoma y posiblemente en Mahamud Ghazanvi.

### Chola Purva Patayam
Chola Purva Patayam ("Ancient Chola Record"), un manuscrito en lengua tamil de fecha incierta, contiene la siguiente leyenda sobre Shalivahana (también conocida como Bhoja en esta historia):
Shalivahana nació en Ayodhya, en la casa de un alfarero, por gracia de Adi-Sheshan. Cuando creció, se convirtió en rey y derrotó a Vikramaditya, marcando el comienzo de la era del calendario Shalivahana. Shalivahana era un alienígena Nastika Shramana (posiblemente un jaino), y persiguió a todos aquellos que se negaron a convertirse a su fe. Revocó todos los privilegios que los hindúes habían recibido de Vikramaditya. Los ascetas no shramana comenzaron a retirarse al desierto, y rezaron a Shiva y Vishnu para que detuvieran las atrocidades del nuevo rey.
Shiva entonces apeló a Adi Parabaram (el ser supremo) para que se le permitiera iniciar una lluvia de fuego en el reino de Shalivahana. Adi-Sheshan apareció en el sueño de Shalivahana y le advirtió sobre el desastre que se avecinaba. Shalivahana pidió a su pueblo que construyera casas de piedra o que se escondiera en el río (Kaveri) para escapar de la lluvia de fuego. Cuando Shiva abrió su tercer ojo y empezó a llover fuego, la gente sobrevivió gracias al consejo de Shalivahana. Shiva entonces envió una lluvia de lodo. Los que se escondieron en las casas de piedra se asfixiaron hasta morir, ya que el barro bloqueó las aberturas. Los que se escondieron en los ríos, incluyendo a Shalivahana y su ejército, sobrevivieron.
Para destruir a Shalivahana, Shiva creó ahora a los Tres Reyes Coronados: Vira Cholan, Ula Cheran, y Vajranga Pandiyan. Los tres reyes vinieron a bañarse juntos en el triveni sangam (confluencia de tres ríos) en Thirumukkoodal, y formaron una alianza contra el Shalivahana. Luego, pasaron por varias aventuras en varios lugares, incluyendo Kashi y Kanchi. Con las bendiciones de Durga, encontraron tesoros e inscripciones de reyes hindúes desde la época de Shantanu hasta Vikramaditya. Luego llegaron a Cudatturiyur (posiblemente Uraiyur), donde Vira Cholan escribió cartas a todos los que adoraban a Shiva y Vishnu, buscando su ayuda contra Shalivahana. Varias personas se reunieron en Cudatturiyur para apoyar la campaña de los tres reyes. Cuando Shalivahana se enteró de esta preparación, marchó hacia el sur y tomó posesión de la fuerte ciudadela de Tiruchirappalli.
Los tres reyes enviaron a su enviado a Shalivahana, pidiéndole que se rindiera y renunciara a su fe. Cuando se negó, ellos y sus aliados reunieron un ejército en Thiruvanaikaval. A partir de una inscripción que habían encontrado antes en Kanchi, se dieron cuenta de que había una entrada subterránea en el fuerte de Tiruchirappalli. Enviaron unos cuantos soldados que entraron en el fuerte y abrieron la puerta de Chintamani. Sus fuerzas entonces entraron en la fortaleza, y derrotaron a Shalivahana. Chola Purva Patayam fecha la derrota de Shalivahana al año 1443 de una era de calendario incierto (posiblemente desde el comienzo de Kali Yuga).

### Otros
El erudito jainista Hemachandra (siglo XII) nombra a Shalivahana entre los cuatro reyes eruditos. Otro escritor jainista, Jina Prabhu Suri, lo menciona en Kalpa Pradipa. En algunas de las leyendas que presentan al Shalivahana y a la Vikramaditya como rivales, su rivalidad política se extiende al patrocinio del idioma, con la Vikramaditya apoyando el sánscrito y la Shalivahana apoyando el prakrit.

## Shalivahana Era
Según algunas leyendas históricamente inexactas, una de las victorias del Shalivahana marcó el comienzo de la era del Saka (también conocida como "era Shalivahana"). La asociación más temprana de Shalivahana con la era que comienza en el año 78 CE se encuentra en la obra en lengua kannada Udbhatakavya de Somaraja (1222 CE). La siguiente asociación más temprana se encuentra en las placas de Tasgaon (1251 EC) del rey Yadava Krishna. Algunas obras, como Muhurta-Martanda, sugieren que esta era comienza desde el nacimiento de Shalivahana. Otros, como Kalpa-Pradipa (c. 1300 d. C.) de Jinaprabha Suri, sugieren que la era marca la victoria de Shalivahana sobre Vikramaditya.
Dineshchandra Sircar sugiere que la asociación del rey norteño Vikramaditya con la era Vikrama (también históricamente inexacta) podría haber llevado a los eruditos del sur a fabricar una leyenda similar propia. Un intento de olvidar la asociación extranjera del nombre de la época podría haber sido otro factor.

## Historicidad
Muchas de las leyendas sobre el Shalivahana presentan elementos fantásticos y míticos, pero algunos estudiosos creen que se basa en una figura (o figuras) histórica. De acuerdo con estudiosos como Moriz Winternitz y K. R. Subramanian, Shalivahana es lo mismo que Satavahana, y era un nombre genérico o un título familiar de los reyes Satavahana. Según D. C. Sircar, el legendario "Shalivahana" se basaba en las hazañas de múltiples reyes Satavahana; el legendario Vikramaditya también se basaba en múltiples reyes, y la distinción entre estos reyes individuales se perdió con el tiempo.
D. C. Sircar cree que la noción históricamente inexacta de la "era Shalivahana" se basó probablemente en la victoria del gobernante de Satavahana, Gautamiputra Satakarni, sobre algunos reyes de Saka (Kshatrapa occidental).
Obras literarias como Prabodha Chintamani y Chaturavinshati Prabandha sugieren que Shalivahana compuso 400.000 gathas (poemas de un solo verso). Gatha Saptashati, compilado por el rey Satvahana Hāla, contiene 700 versos en el Prakrit de Maharashtri. Por esta razón, Hāla se identifica como Shalivahana. Aunque los cronistas jainistas afirman que era un jain, esto no parece ser correcto, ya que la obra invoca a Shiva. Kathasaritsagara (basado en el ahora perdido Brihatkatha) también contiene algunas leyendas acerca de un rey llamado Satavahana, pero este rey es obviamente diferente de Hāla.